# ポルフォビリノーゲンデアミナーゼ

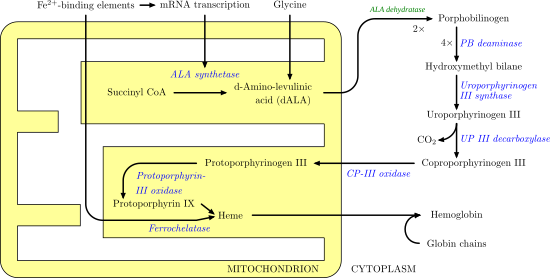
ヘム合成は、細胞質やミトコンドリア内（黄色部分）で反応が起こる。

ポルフォビリノーゲンデアミナーゼ（Porphobilinogen deaminase）（ヒドロキシメチルビランシンターゼやウロポルフィリノーゲンIシンターゼとしても知られている。）は、ポルフォビリノーゲンからヒドロキシメチルビランを合成するポルフィリン合成の第3段階で働く酵素である。この酵素は、唯一の二ピロールメタン補助因子である。この酵素の活動欠損は、急性間欠性ポルフィリン症を引き起こす。
この遺伝子は、ヒドロキシメチルビランシンターゼの一群を記述している。記述されたタンパク質は、ヘム合成回路の3段階目の酵素であり、4つのポルフォビリノーゲン縮合してを直線状のヒドロキシメチルビランを生成する作用を行う。この遺伝子の変異は、常染色体優性疾患である急性間欠性ポルフィリン症を引き起こす。
```
 4 
 + H
2
O ⇒
 + 4 NH
3

  
ポルフォビリノーゲン
        
ヒドロキシメチルビラン
```

## 関連事項
- ポルフィリン
- ポルフィリン症